# Villers-Agron
Pour les articles homonymes, voir Villers et Agron (homonymie).
Villers-Agron est une localité de Villers-Agron-Aiguizy, dont elle est le chef-lieu, et une ancienne commune française, située dans le département de l'Aisne en région Hauts-de-France.
Elle a fusionné avec Aiguizy depuis une ordonnance du 2 juin 1819. La nouvelle entité prend le nom de Villers-Agron-Aiguizy.

## Histoire
La commune de Villers-Agron a été créée lors de la Révolution française. Le 2 juin 1819, elle fusionne avec la commune voisine d'Aiguizy par ordonnance et la nouvelle entité prend le nom de Villers-Agron-Aiguizy.

## Administration
Jusqu'à sa fusion avec Aiguizy en 1819, la commune faisait partie du canton de Fère-en-Tardenois dans le département de l'Aisne. Elle appartenait aussi à l'arrondissement de Château-Thierry depuis 1801 et au district de Château-Thierry entre 1790 et 1795. La liste des maires de Villers-Agron est :
| Période                                  | Période | Identité | Étiquette | Qualité |
| ---------------------------------------- | ------- | -------- | --------- | ------- |
|                                          |         |          |           |         |
| Les données manquantes sont à compléter. |         |          |           |         |

## Démographie
Jusqu'en 1819, la démographie de Villers-Agron était :
| 1793 | 1800 | 1806 | 1821 |
| ---- | ---- | ---- | ---- |
| 118  | 137  | 129  | 129  |